# Elecciones generales de Antigua y Barbuda de 1980
Las elecciones generales de Antigua y Barbuda de 1980 tuvieron lugar el 24 de abril del mencionado año con el objetivo de elegir a los 17 miembros de la Cámara de Representantes, en base a cuya composición se integró el Senado, configurando ambas cámaras del Parlamento de Antigua y Barbuda para el período 1980-1985. Se trató de las terceras elecciones que tenían lugar después de la conversión de Antigua y Barbuda en un «Estado Libre Asociado» con el Reino Unido en febrero de 1967, las octavas elecciones regulares de la historia antiguana y las séptimas bajo sufragio universal. Del mismo modo, fueron las últimas antes de la independencia de Antigua y Barbuda como Estado soberano en 1981, por lo que el Parlamento surgido de estos comicios se convirtió en el primer Parlamento del archipiélago como país independiente a partir de esa fecha.
El período previo a las elecciones estuvo precedido por una fuerte ofensiva contra la oposición por parte del gobierno de Vere Bird, del Partido Laborista de Antigua (ALP). George Walter, jefe de gobierno entre 1971 y 1976 y líder del opositor Movimiento Laborista Progresista, fue condenado judicialmente en febrero de 1979 por una supuesta trama de corrupción, lo que motivó que perdiera su escaño parlamentario y no pudiera seguir siendo líder de la Oposición. La libertad de prensa también experimentó un deterioro en el año anterior a los comicios. El PLM, ahora liderado por el exviceprimer ministro Robert Hall, cambió su anterior postura favorable a la independencia del archipiélago, promoviendo conservar el esquema de «Estado Libre Asociado» hasta haber reforzado las instituciones democráticas del país. Por su parte, Bird también cambió su postura (antes favorable a mantener la asociación con Gran Bretaña) y en su lugar centró su campaña en lograr exaltar el sentimiento nacionalista y lograr la independencia inmediata.
Fortalecido frente a una oposición descabezada por la inhabilitación política de Walter, el ALP obtuvo un triunfo aplastante con el 58,04% de los votos válidamente emitidos y una mayoría calificada de dos tercios del parlamento con 13 de los 17 escaños. El PLM obtuvo el 39,26% y 3 escaños, mientras que Hall fue reelegido en su circunscripción y conservó el liderazgo de la Oposición. Eric Burton, un regionalista respaldado por el PLM, resultó electo como independiente en Barbuda. El socialista Movimiento Caribeño de Liberación de Antigua (ACLM), liderado por Tim Hector y conducido en las elecciones por Harold Lovell, obtuvo solo el 1,18% de los votos y ningún escaño. La participación decayó considerablemente, a un 77,08% del electorado. Con estos resultados, Bird pudo ser reelecto para un segundo mandato consecutivo como «Premier» de Antigua y Barbuda, su quinto mandato no consecutivo en la jefatura de gobierno del país caribeño.
Cumpliendo con su promesa de campaña, Bird negoció con el Reino Unido la independencia definitiva del archipiélago. El 1 de noviembre de 1981, más de un año después de las elecciones, se concretó definitivamente la emancipción y Antigua y Barbuda se independizó como un Reino de la Mancomunidad, con Isabel II como jefa de estado. Bird cambió su cargo de «Premier» a «primer ministro».

## Contexto
Las elecciones de 1976 resultaron en el retorno al poder del Partido Laborista de Antigua (ALP), encabezado por Vere Bird, luego de un mandato en oposición, y en la derrota del Movimiento Laborista Progresista (PLM) de George Walter. Bird, que había hecho campaña en contra de la independencia total y a favor de la continuidad del modelo de «Estado Libre Asociado» con Gran Bretaña, heredó un país afectado por la crisis económica y políticamente muy polarizado entre el ALP y el PLM. El gobierno de Bird impulsó la revitalización económica, destacando la abolición del impuesto sobre la renta (una de sus principales promesas de campaña). No obstante, la corrupción (criticada ya durante la gestión de Walter) se disparó durante este período, con denuncias y escándalos que salpicaron tanto al propio Bird como a su familia. Conforme se acercaba la década de 1980, Bird cambió de opinión en sus antiguos puntos de vista sobre la independencia y pasó a abogar por la conversión de Antigua y Barbuda en un Estado soberano, idea que se comprometió a concretar después de las siguientes elecciones.
Tras su retorno al poder, Bird inició también también una ofensiva institucional en contra de la oposición, buscando consolidar su control del poder. El líder de la Oposición y exjefe de gobierno, Walter, fue acusado de corrupción y sometido a un juicio que sus partidarios denunciaron como políticamente motivado. Aunque Bird había acusado a Walter de autoritario, al volver al poder su nuevo gobierno hizo un extenso uso de la maquinaria legal heredada del período de Walter para reprimir la disidencia. En febrero de 1979 fue declarado culpable de presuntamente vender metal ilegalmente al gobierno de Antigua y estuvo encarcelado durante tres meses mientras sus rivales presentaban un caso en su contra. Walter apeló finalmente su caso ante el Tribunal de Apelaciones de las Indias Occidentales en marzo de 1980. El 5 de abril del mismo año, Bird disolvió el Parlamento y convocó a elecciones anticipadas para el 24 de abril. El Tribunal de Apelaciones fallaría a favor de Walter y declararía su condena nula el 26 de abril. Sin embargo, al estar programada la audiencia para después de las elecciones, este no pudo presentarse a la reelección en su circunscripción en All Saints, dejando a la oposición debilitada. Robert Hall, terrateniente antiguano blanco y vicepremier durante el mandato de Walter, lo suplantó como líder del PLM.

## Sistema electoral
| Mapa                   | Circunscripción          | Parlamentarios  | Parlamentarios | Parlamentarios |
| ---------------------- | ------------------------ | --------------- | -------------- | -------------- |
|                        | St. John's City West     | Donald Halstead |                | PLM            |
| St. John's City East   | John St. Luce            |                 | ALP            |                |
| St. John's City South  | Christopher O'Mard       |                 | ALP            |                |
| St. John's Rural West  | Donald Christian         |                 | ALP            |                |
| St. John's Rural South | Vere Bird Jr.            |                 | ALP            |                |
| St. John's Rural East  | Lester Bird              |                 | ALP            |                |
| St. John's Rural North | Vere Bird                |                 | ALP            |                |
| St. Mary's North       | Robert Hall              |                 | PLM            |                |
| St. Mary's South       | Victor McKay             |                 | PLM            |                |
| St. Luke               | Charlesworth T. Samuel   |                 | PLM            |                |
| All Saints             | George Walter            |                 | PLM            |                |
| St. George             | Adolphus Freeland        |                 | ALP            |                |
| St. Peter              | Joseph Myers             |                 | ALP            |                |
| St. Philip North       | Robin Kensworth Yearwood |                 | ALP            |                |
| St. Philip South       | Reuben Henry Harris      |                 | ALP            |                |
| St. Paul               | Ernest Williams          |                 | ALP            |                |
| Barbuda                | Claude-Earl Francis      |                 | Ind.           |                |

Los comicios se realizaron bajo el texto constitucional sancionado en febrero de 1967 y la Ley de Representación del Pueblo aprobada el 31 de octubre de 1975. Bajo las normativas constitucionales vigentes, Antigua y Barbuda era un «Estado Libre Asociado» con el Reino Unido, conservando a Isabel II como Reina y con un gobernador para representar al monarca localmente, manteniendo un sistema parlamentario basado en el modelo Westminster. La mayor parte del poder político sobre los asuntos internos estaba en manos del Parlamento de Antigua y Barbuda, el cual estaría compuesto por la Cámara de Representantes elegida por voto popular y directo para un mandato máximo de cinco años y el Senado designado en base al resultado de los comicios. El «Premier» y jefe de gobierno, designado por el gobernador en representación de la Reina, debía ser el miembro de la Cámara de Representantes que gozara de la confianza de una mayoría de sus miembros (en general, se presupondría que sería el líder del partido político que se asegurara una mayoría). Por su parte, el líder parlamentario del partido con más escaños que no formara parte del gobierno ocuparía el puesto de líder de la Oposición.
La Cámara de Representantes de Antigua y Barbuda se compone de diecisiete escaños, elegidos por medio de escrutinio mayoritario uninominal. Bajo este sistema, la isla de Antigua fue dividida en dieciséis circunscripciones, cada una de las cuales estaría representada por un miembro del Parlamento elegido a simple mayoría de votos. La isla de Barbuda tendría una única circunscripción separada. Todos los ciudadanos de Antigua y Barbuda mayores de dieciocho años y en pleno uso de sus facultades mentales tendrían derecho a voto. Después de las elecciones a la Cámara, se realizaría la designación del Senado, compuesto también por diecisiete senadores cuyo mandato duraría el mismo tiempo que durase el de la Cámara. Diez senadores serían designados por consejo del premier, cuatro por consejo del líder de la Oposición, uno por respaldo del legislativo local de Barbuda, un ciudadano de Barbuda y otro de Antigua a discreción del gobernador. Las vacantes que se produzcan en la Cámara durante la legislatura misma se cubren mediante elecciones parciales, realizadas dentro de los 120 días posteriores a producirse la vacancia.

## Campaña
El ALP centró su campaña en defender su historial económico, comparando la evidente mejora percibida respecto al «caos» heredado del período del PLM, y comprometiéndose a llevar a Antigua y Barbuda a la independencia total, un giro de opinión respecto a las posturas defendidas por Bird en las anteriores elecciones. La campaña del ALP contó con todos los recursos del Estado a su disposición, al tiempo que se emplearon numerosas medidas legales para restringir el alcance de las fuerzas opositoras a los medios de comunicación. Aunque la situación económica todavía no había mejorado del todo, aún estimulando la industria turística, y el desempleo para 1980 seguía situándose en un 20%, se preveía que el régimen de Bird no tendría problemas para consolidar su posición frente a una oposición dividida y debilitada.
Bajo el liderazgo de Hall, el PLM también invirtió su retórica y en esta ocasión hizo campaña en contra de una independencia inmediata, aunque con motivaciones diferentes. Si bien el PLM seguía considerándose un partido independentista, el arresto de Walter y la creciente necesidad de apelar a las instituciones judiciales británicas para anular condenas por motivos políticos convencieron a la dirigencia del partido de que solo la continuidad de la asociación política con el Reino Unido preveía una mayor consolidación de la deriva autoritaria iniciada por Bird tras su retorno al poder. Temiendo la instauración de una dictadura si se producía la independencia total, promovieron retrasar la independencia hasta que se produjera una normalización institucional. La elección vio también la participación del Movimiento Caribeño de Liberación de Antigua, partido de extrema izquierda vinculado a los regímenes de Fidel Castro en Cuba y de Maurice Bishop en Granada. Tim Hector y Harold Lovell, sus principales dirigentes, centraron su discurso en promover una agenda socialista y criticar el autoritarismo creciente bajo el régimen de Bird.

## Resultados

### Nivel general
|  | 58.04 % |

|  | 39.26 % |

|  | 1.18 % |

|  | 1.52 % |

|  | 98.93 % |

|  | 1.07 % |

|  | 100.00 % |

|  | 77.08 % |

### Resultados por circunscripción
|  | 56.42 % |

|  | 40.76 % |

|  | 2.82 % |

|  | 98.76 % |

|  | 1.24 % |

|  | 100.00 % |

|  | 71.23 % |

|  | 65.34 % |

|  | 31.97 % |

|  | 2.69 % |

|  | 99.65 % |

|  | 0.35 % |

|  | 100.00 % |

|  | 81.54 % |

|  | 56.97 % |

|  | 43.03 % |

|  | 99.24 % |

|  | 0.76 % |

|  | 100.00 % |

|  | 76.08 % |

|  | 56.41 % |

|  | 40.48 % |

|  | 3.11 % |

|  | 96.10 % |

|  | 3.90 % |

|  | 100.00 % |

|  | 73.51 % |

|  | 59.31 % |

|  | 39.03 % |

|  | 1.67 % |

|  | 99.01 % |

|  | 0.99 % |

|  | 100.00 % |

|  | 73.57 % |

|  | 68.58 % |

|  | 29.70 % |

|  | 1.72 % |

|  | 99.43 % |

|  | 0.57 % |

|  | 100.00 % |

|  | 71.57 % |

|  | 77.12 % |

|  | 22.88 % |

|  | 99.65 % |

|  | 0.35 % |

|  | 100.00 % |

|  | 76.06 % |

|  | 52.90 % |

|  | 45.85 % |

|  | 1.25 % |

|  | 99.25 % |

|  | 0.75 % |

|  | 100.00 % |

|  | 77.14 % |

|  | 60.19 % |

|  | 37.53 % |

|  | 2.27 % |

|  | 99.66 % |

|  | 0.34 % |

|  | 100.00 % |

|  | 79.10 % |

|  | 62.56 % |

|  | 37.44 % |

|  | 99.14 % |

|  | 0.86 % |

|  | 100.00 % |

|  | 75.49 % |

|  | 49.61 % |

|  | 49.11 % |

|  | 1.23 % |

|  | 99.72 % |

|  | 0.28 % |

|  | 100.00 % |

|  | 79.89 % |

|  | 62.72 % |

|  | 37.28 % |

|  | 99.21 % |

|  | 0.79 % |

|  | 100.00 % |

|  | 80.24 % |

|  | 80.40 % |

|  | 18.84 % |

|  | 0.76 % |

|  | 99.62 % |

|  | 0.38 % |

|  | 100.00 % |

|  | 83.14 % |

|  | 71.43 % |

|  | 26.66 % |

|  | 1.00 % |

|  | 0.91 % |

|  | 98.57 % |

|  | 1.43 % |

|  | 100.00 % |

|  | 83.15 % |

|  | 60.90 % |

|  | 39.10 % |

|  | 99.60 % |

|  | 0.40 % |

|  | 100.00 % |

|  | 85.02 % |

|  | 73.96 % |

|  | 26.04 % |

|  | 98.79 % |

|  | 1.21 % |

|  | 100.00 % |

|  | 75.58 % |

|  | 67.87 % |

|  | 32.13 % |

|  | 98.89 % |

|  | 1.11 % |

|  | 100.00 % |

|  | 86.21 % |